# U.S. Route 183
La U.S. Route 183 es una carretera federal de sentido norte–sur. La Ruta 183 fue la última ruta del sistema en ser completada y pavimentada. El segmento de 20 millas (32 km) en el condado de Loup, Nebraska al norte de Taylor, estuvo sin pavimentar hasta 1967. El extremo norte de la carretera se encuentra en Preshno, Dakota del Sur en la intersección con la Interestatal 90. Su extremo sur se encuentra en Refugio, Texas, en la intersección sur con la U.S. Highway 77 y alterna U.S. 77. US 183 y Alt US 77 con conexiones a 80 millas (129 km) entre Cuero y Refugio.

### Rutas relacionadas
- U.S. Route 83
- U.S. Route 283
- U.S. Route 383